# Traian Epure
Traian Epure (n. 3 aprilie 1869 - d. ?) a fost unul dintre ofițerii Armatei României, care a exercitat comanda unor mari unități și unități militare, pe timp de război, în perioada Primului Război Mondial și operațiilor militare postbelice. 
A îndeplinit funcții de comandant  de brigadă în campaniile din anii 1916-1919.

## Cariera militară
Traian Epure a ocupat diferite poziții în cadrul unităților de infanterie ale armatei române, avansând până în anul 1911 la gradul de maior. A fost locotenent-colonel în 1915, colonel în 1916 și general de brigade în 1918
În perioada Primului Război Mondial a îndeplinit funcția de Ofițer de Stat Major al Diviziei a 6-a Infanterie, comandant al Brigăzii 3 Infanterie și comandant al Regimentul 3 Vânători 
În cadrul acțiunilor militare postbelice, a fost șef de stat major al Comandamentului Trupelor din Transilvania.:p. 311

## Decorații
- Ordinul „Coroana României”, în grad de ofițer (1912) [1]:p. 444
- Medalia Bărbăție și Credință, cu distincția „Campania din Bulgaria 1913” (1913)